# Una giornata di Ivan Denisovič
Una giornata di Ivan Denisovič è un romanzo di Aleksandr Solženicyn pubblicato il 18 novembre 1962 sulla rivista letteraria sovietica Novyj Mir. Racconta la brutale esistenza quotidiana in un gulag sovietico di un prigioniero, detenuto politico, negli anni Cinquanta. L'idea dell'Autore, che fa da sfondo a tutto il racconto, è quella di mostrare come sia possibile per l'uomo conservare intatta la propria dignità umana pur essendo immerso in un "inferno".

## Genesi
La pubblicazione dell'opera - un resoconto della repressione e oppressione stalinista - costituì un evento straordinario per la storia letteraria dell'URSS, rompendo la tradizione consolidata delle manipolazioni grossolane del presente, tipiche del realismo socialista. Fu Nikita Chruščëv in persona a dare il proprio assenso alla sua diffusione, difendendolo davanti al presidium del Politburo, per dare forza alla sua campagna di destalinizzazione seguita al XX Congresso del 1956. Ciò che aveva colpito Chruščëv era la forza accusatoria dell'opera di Solženicyn contro i campi staliniani in un momento politico nel quale l'equilibrio di potere all'interno del Presidium tra lui e i suoi avversari s'era fatto precario: l'anno prima egli aveva clamorosamente deciso l'espulsione della salma di Stalin dal Mausoleo di Lenin sulla Piazza Rossa a Mosca. Il titolo originale, Sč-854 (numero di matricola nel Gulag del protagonista, Ivan Denisovič Šuchov), venne modificato prima della pubblicazione perché ritenuto troppo brutale dai censori sovietici. Il manoscritto fu sottoposto dall'autore già nel 1960 al direttore della rivista, Aleksandr Tvardovskij: comparve con un editing concordato col direttore, in diversi punti modificato e attenuato, per gli stessi problemi di censura. La pubblicazione del primo romanzo sui lager staliniani ebbe un effetto dirompente, svelando al popolo russo la verità fino allora occultata dei campi di lavoro coatto dell'Asia centrale, della Siberia Orientale, dell'estremo nord, dove milioni di esseri umani erano morti. La tiratura iniziale di centomila copie della rivista andò esaurita in poche ore.
Nel 2006 uscì l'edizione definitiva approvata da Solženicyn, che ristabiliva la lezione originale del testo.
Solženicyn fu condannato a otto anni di lavoro forzato nei gulag, dal 1945 al 1953; la pena fu allora trasformata in esilio interno, e lui spedito in campo di lavoro rurale del Kazakistan. Nel 1956, dopo il discorso segreto di Chruščëv, fu liberato dall'esilio ed esonerato, diventando professore di matematica in una scuola secondaria di Rjazan', a sudest di Mosca. Una giornata di Ivan Denisovič pose l'autore all'attenzione dell'Occidente, che scoprì le terribili condizioni dei reclusi nei campi di lavoro. Negli anni Sessanta, egli andò componendo contemporaneamente Divisione cancro e Arcipelago Gulag, il suo capolavoro. Ma la maggiore repressione instaurata dopo la rimozione dal potere di Chruščëv gli impedì di pubblicarli. Nel 1969, Solženicyn fu espulso dall'Unione degli scrittori, e l'anno successivo vinse il Premio Nobel per la letteratura, che non poté ritirare a Stoccolma. Nel febbraio 1974, fu espulso dall'URSS, finendo a vivere in esilio negli USA. Fece ritorno in Russia solo nel 1994.

## Trama
In un giorno qualsiasi del 1951, in un gulag siberiano, con una temperatura di 27° sotto zero (le regole del campo prescrivono che solo con una temperatura di almeno 40° sotto zero non si esce per lavorare), il prigioniero Ivan Denisovič Šuchov si sveglia come ogni mattina alle 5; il breve arco di tempo tra il risveglio e la magra colazione è uno dei pochi momenti "liberi" della giornata. Ma in quel giorno Šuchov si rende conto di avere la febbre, circostanza che ha sempre temuto. Intenzionato a marcare visita in infermeria, viene invece minacciato di punizione da una guardia, detta il Tartaro. L'uomo è disposto a non denunciarlo se Šuchov laverà i pavimenti delle baracche dei capisquadra, lui accetta volentieri perché dopo sarà libero di tornare a mangiare la brodaglia della colazione.
Šuchov si reca a marcare visita, l'infermiere non può esentarlo dal lavoro perché al mattino gli sono permesse solo due eccezioni: di regola le dispense dal lavoro devono essere approvate la sera precedente. Gli misura la febbre, Šuchov ha solo due linee sopra i 37°. Deve recarsi comunque al lavoro con gli altri condannati.
Passato il controllo delle guardie all'uscita dal campo, è vietato indossare più capi di vestiario di quelli ammessi dal regolamento. Sul luogo di lavoro la loro unica preoccupazione è l'attesa del pranzo, una scodella di sbobba che mangiano con avidità; con uno stratagemma, Šuchov riesce a procurare alla sua squadra di lavoro due scodelle più di quelle che spetterebbero, così il vice capo gli permette di tenerne una per sé.
Šuchov è stato condannato a 10 anni di campo di lavoro, che rappresenta la sentenza standard. Nel suo caso, è stato giudicato per tradimento perché è rimasto prigioniero per due giorni dei nazisti nel corso di una battaglia; quando è riuscito a fuggire e tornare al reparto lo hanno accusato di essersi arreso per disfattismo. Al campo ci sono altri condannati per i motivi più vari; uno ad esempio è figlio di un kulak, un contadino piccolo proprietario, appartenente a una classe giudicata controrivoluzionaria durante gli anni più bui dello stalinismo. Gli mancano ancora meno di due anni per giungere a fine pena.
La giornata di lavoro trascorre come sempre, la squadra costruisce un edificio, embrione di un nuovo centro abitato. Šuchov è fra i muratori più esperti, è lui che posa i mattoni mentre i compagni trasportano a spalla il materiale, dal momento che la gru si è guastata. Il freddo è terribile, ma anche questa giornata ha termine, i prigionieri si mettono in fila per tornare al campo. Le guardie li mettono in fila per cinque in modo da contarli, poi una seconda conta ha luogo all'ingresso dell'area cintata, dove c'è anche la perquisizione. I prigionieri infatti nascondono sempre nei vestiti frammenti di legna per le stufe.
La magra cena è un altro dei rari momenti di soddisfazione nella vita del prigioniero, ma è comunque una lotta per conquistare un posto prima degli altri. Prima di essere liberi di dormire c'è ancora l'ultima conta per assicurarsi che nessun prigioniero sia riuscito a fuggire, malgrado il campo si trovi nel mezzo del nulla e nella stagione più terribile dell'anno, l'inverno.
Šuchov si addormenta pensando che quella è stata comunque una giornata positiva perché non era ancora morto.

## Personaggi
- Ivan Denìsovič Šuchov: il protagonista;
- Alëška: un prigioniero di fede battista;
- Bujnovskij: ex capitano della marina militare;
- Fetjukòv: detto lo sciacallo;
- Pavlo: l'ucraino vicecaposquadra;
- Tsezar': intellettuale, spesso riceve pacchi di cibo che condivide;
- Volkovoj: il rigido tenente delle guardie;
- Andrej Prokof'evič Tjurin: il caposquadra della 104;
- Kil'gas: il lettone;
- Sen'ka Klevšin: il sordastro;
- Gopčik: il ragazzo.

## Struttura e stile
Il romanzo non presenta interruzioni né divisione in capitoli: gli avvenimenti e i pensieri dei personaggi, specialmente di Ivàn, sono descritti con calda partecipazione.
La lingua scelta da Solženicyn è quella usata nei Gulag: un parlato scorretto e sorgivo, in aperta ribellione al frasario normativo artificiale del regime, agli obblighi linguistici del realismo socialista.

## Adattamenti
Nel 1970 venne distribuito un adattamento diretto da Casper Wrede.

## Traduzioni italiane
- Una giornata di Ivan Denissovic, traduzione di Giorgio Kraiski, collana "Romanzi moderni", Milano, Garzanti, gennaio 1963.
- Una giornata di Ivan Denisovič (contiene anche: La casa di Matrjona, Alla stazione), traduzione di Raffaello Uboldi, Collana I Coralli n.169, Torino, Einaudi, 1963.
- Una giornata di Ivan Denisovič (contiene anche: La casa di Matrëna, Accadde alla stazione di Cočetovka), trad. e cura di Ornella Discacciati, Collana Letture n.75, Torino, Einaudi, 2017, ISBN 978-88-06-22433-2. [prima traduzione dall'edizione integrale edita nel 2006]